# Delphacini
Delphacini is een geslachtengroep van halfvleugelige insecten uit de familie Delphacidae.

## Taxonomie
De volgende taxa zijn bij de geslachtengroep ingedeeld:
- Geslacht Abbrosoga Caldwell, 1951
- Geslacht Achorotile Fieber, 1866
- Geslacht Acrodelphax Fennah, 1965
- Geslacht Aethodelphax Bartlett & Hamilton, 2011
- Geslacht Afrocoronacella Asche, 1988
- Geslacht Afrokalpa Fennah, 1969
- Geslacht Afrosellana Asche, 1988
- Geslacht Afrosydne Fennah, 1969
- Geslacht Agrisicula Asche, 1980
- Geslacht Akemetopon Weglarz & Bartlett, 2011
- Geslacht Akilas Distant, 1916
- Geslacht Alketon Fennah, 1975
- Geslacht Aloha Kirkaldy, 1904
- Geslacht Altekon Fennah, 1975
- Geslacht Ambarvalia Distant, 1917
- Geslacht Amblycotis Stål, 1853
- Geslacht Ampliphax Bartlett & Kunz, 2015
- Geslacht Anchidelphax Fennah, 1965
- Geslacht Anchodelphax Fennah, 1965
- Geslacht Anectopia Kirkaldy, 1907
- Geslacht Aneuidellana Asche, 1988
- Geslacht Aneuides Fennah, 1969
- Geslacht Antidryas Asche, 1998
- Geslacht Aoyuanus Ding & Chen, 2001
- Geslacht Aplanodes Fennah, 1965
- Geslacht Asiracemus Asche, 1988
- Geslacht Asiracina Melichar, 1912
- Geslacht Astatometopon Campodonico, 2017
- Geslacht Bakerella Crawford, 1914
- Geslacht Bostaera Ball, 1902
- Geslacht Brachycraera Muir, 1916
- Geslacht Caenodelphax Fennah, 1965
- Geslacht Calbodus Spinola, 1852
- Geslacht Calisuspensus Ding, 2006
- Geslacht Calligypona Sahlberg, 1871
- Geslacht Cantoreanus Dlabola, 1971
- Geslacht Cemopsis Fennah, 1978
- Geslacht Cemus Fennah, 1964
- Geslacht Changeondelphax Kwon, 1982
- Geslacht Chionomus Fennah, 1971
- Geslacht Chloriona Fieber, 1866
- Geslacht Chlorionidea Löw, 1885
- Geslacht Clydonagma Fennah, 1969
- Geslacht Conomelus Fieber, 1866
- Geslacht Consociata Qin & Zhang, 2006
- Geslacht Coracodelphax Vilbaste, 1968
- Geslacht rmidius Emeljanov, 1972
- Geslacht Coronacella Metcalf, 1950
- Geslacht Cotoya Anufriev, 1977
- Geslacht Criomorphus Curtis, 1833
- Geslacht Curtometopum Muir, 1926
- Geslacht Delphacellus Haupt, 1929
- Geslacht Delphacinus Fieber, 1866
- Geslacht Delphacissa Kirkaldy, 1906
- Geslacht Delphacodes Fieber, 1866
- Geslacht Delphacodoides Muir, 1929
- Geslacht Delphax Fabricius, 1798  type genus
- Geslacht Dianus Ding, 2006
- Geslacht Dicentropyx Emeljanov, 1972
- Geslacht Dicranotropis Fieber, 1866
- Geslacht Dictyophorodelphax Swezey, 1907
- Geslacht Dingiana Qin, 2005
- Geslacht Diodelphax Yang, 1989
- Geslacht Distantinus Bellis & Donaldson, 2016
- Geslacht Ditropis Kirschbaum, 1868
- Geslacht Ditropsis Wagner, 1963
- Geslacht Dogodelphax Lindberg, 1956
- Geslacht Ecdelphax Yang, 1989
- Geslacht Elachodelphax Vilbaste, 1965
- Geslacht Emelyanodelphax Koçak, 1981
- Geslacht Emoloana Asche, 2000
- Geslacht Eoeurysa Muir, 1913
- Geslacht Eorissa Fennah, 1965
- Geslacht Eripison Fennah, 1969
- Geslacht Eshanus Ding, 2006
- Geslacht Euconomelus Haupt, 1929
- Geslacht Euconon Fennah, 1975
- Geslacht Euidastor Fennah, 1969
- Geslacht Euidellana Metcalf, 1950
- Geslacht Euidelloides Muir, 1926
- Geslacht Euides Fieber, 1866
- Geslacht Euidopsis Ribaut, 1948
- Geslacht Eumetopina Breddin, 1896
- Geslacht Eurybregma Scott, 1875
- Geslacht Eurysa Fieber, 1866
- Geslacht Eurysacola Della Giustina, 2019
- Geslacht Eurysanaea Della Giustina, 2019
- Geslacht Eurysanoides Holzinger, 2003
- Geslacht Eurysella Emeljanov, 1995
- Geslacht Eurysiana Della Giustina, 2019
- Geslacht Eurysula Vilbaste, 1968
- Geslacht Falcotoya Fennah, 1969
- Geslacht Fangdelphax Ding, 2006
- Geslacht Ferganodelphax Dubovskiy, 1970
- Geslacht Flastena Nast, 1975
- Geslacht Flavoclypeus Kennedy & Bartlett, 2014
- Geslacht Florodelphax Vilbaste, 1968
- Geslacht Formodelphax Yang, 1989
- Geslacht Ganus Ding, 2006
- Geslacht Garaga Anufriev, 1977
- Geslacht Gelastodelphax Kirkaldy, 1906
- Geslacht Glabrinotum Ding, 2006
- Geslacht Gravesteiniella Wagner, 1963
- Geslacht Guidelphax Ding, 2006
- Geslacht Hadropygos Gonzon & Bartlett, 2007
- Geslacht Hagamiodes Fennah, 1975
- Geslacht Halmyra Mitjaev, 1971
- Geslacht Hapalomelus Stål, 1853
- Geslacht Haplodelphax Kirkaldy, 1907
- Geslacht Harmalianodes Asche, 1988
- Geslacht Herbalima Emeljanov, 1972
- Geslacht Himeunka Matsumura & Ishihara, 1945
- Geslacht Hirozunka Matsumura & Ishihara, 1945
- Geslacht Homosura Melichar, 1912
- Geslacht Horcoma Fennah, 1969
- Geslacht Horcomana Asche, 1988
- Geslacht Horvathianella Anufriev, 1980
- Geslacht Hyledelphax Vilbaste, 1968
- Geslacht Idiobregma Anufriev, 1972
- Geslacht Ilburnia White, 1878
- Geslacht Indozuriel Fennah, 1975
- Geslacht Ishiharodelphax Kwon, 1982
- Geslacht Isodelphax Fennah, 1963
- Geslacht Isogaetis Fennah, 1969
- Geslacht Issedonia Emeljanov, 1972
- Geslacht Iubsoda Nast, 1975
- Geslacht Izella Fennah, 1965
- Geslacht Javesella Fennah, 1963
- Geslacht Jinlinus Ding, 2006
- Geslacht Kakuna Matsumura, 1935
- Geslacht Kartalia Koçak, 1981
- Geslacht Kazachicesa Koçak & Kemal, 2010
- Geslacht Kelisoidea Beamer, 1950
- Geslacht Keyflana Beamer, 1950
- Geslacht Kormus Fieber, 1866
- Geslacht Kosswigianella Wagner, 1963
- Geslacht Kusnezoviella Vilbaste, 1965
- Geslacht Laccocera Van Duzee, 1897
- Geslacht Laodelphax Fennah, 1963
- Geslacht Laoterthrona Ding & Huang, 1980
- Geslacht Latistria Huang & Ding, 1980
- Geslacht Leialoha Kirkaldy, 1910
- Geslacht Lepidelphax Remes Lenicov & Walsh, 2013
- Geslacht Leptodelphax Haupt, 1927
- Geslacht Leptoeurysa Fennah, 1988
- Geslacht Leucydria Emeljanov, 1972
- Geslacht Liburnia Stål, 1866
- Geslacht Liburniella Crawford, 1914
- Geslacht Lisogata Ding, 2006
- Geslacht Litemixia Asche, 1980
- Geslacht Litochodelphax Asche, 1982
- Geslacht Loginovia Emeljanov, 1982
- Geslacht Longtania Ding, 2006
- Geslacht Luda Ding, 2006
- Geslacht Luxorianella Asche, 1994
- Geslacht Macrotomella Van Duzee, 1907
- Geslacht Mahmutkashgaria Koçak & Kemal, 2008
- Geslacht Makarorysa Remane & Asche, 1986
- Geslacht Malaxodes Fennah, 1967
- Geslacht Maosogata Ding, 2006
- Geslacht Marquedryas Asche, 1998
- Geslacht Matsumuramata Xing & Chen, 2014
- Geslacht Matsumuranoda Metcalf, 1943
- Geslacht Megadelphax Wagner, 1963
- Geslacht Megamelanus Ball, 1902
- Geslacht Megamelus Fieber, 1866
- Geslacht Melaniphax Bartlett, 2019[1]
  - Melaniphax suffusculus Bartlett, 2019[1]
- Geslacht Mengdelphax Ding, 1994
- Geslacht Meristopsis Kennedy, Bartlett & Wilson, 2012
- Geslacht Mestus De Motschulsky, 1863
- Geslacht Metadelphax Wagner, 1963
- Geslacht Metroma Ding, 2006
- Geslacht Metropis Fieber, 1866
- Geslacht Micistylus Guo & Liang, 2006
- Geslacht Micreuides Fennah, 1969
- Geslacht Mirabella Emeljanov, 1982
- Geslacht Miranus Chen & Ding, 2001
- Geslacht Monospinodelphax Ding, 2006
- Geslacht Muellerianella Wagner, 1963
- Geslacht Muirodelphax Wagner, 1963
- Geslacht Nanotoya Fennah, 1975
- Geslacht Nataliana Muir, 1926
- Geslacht Nazugumia Koçak & Kemal, 2008
- Geslacht Necodan Fennah, 1975
- Geslacht Nemetor Fennah, 1969
- Geslacht Neoconon Yang, 1989
- Geslacht Neodelphax Remes Lenicov & Brentassi, 2017
- Geslacht Neodicranotropis Yang, 1989
- Geslacht Neogadora Fennah, 1969
- Geslacht Neomegamelanus McDermott, 1952
- Geslacht Neometopina Yang, 1989
- Geslacht Neoperkinsiella Muir, 1926
- Geslacht Neoterthrona Yang, 1989
- Geslacht Nesodryas Kirkaldy, 1908
- Geslacht Nesorestias Kirkaldy, 1908
- Geslacht Nesorthia Fennah, 1962
- Geslacht Nesosydne Kirkaldy, 1907
- Geslacht Nesothoe Kirkaldy, 1908
- Geslacht Neunkanodes Yang, 1989
- Geslacht Neuterthron Ding, 2006
- Geslacht Nicetor Fennah, 1963
- Geslacht Nilaparvata Distant, 1906
- Geslacht Niphisia Emeljanov, 1966
- Geslacht Nothodelphax Fennah, 1963
- Geslacht Nothokalpa Fennah, 1975
- Geslacht Nothorestias Muir, 1917
- Geslacht Notogryps Fennah, 1965
- Geslacht Notohyus Fennah, 1965
- Geslacht Numathriambus Asche, 1988
- Geslacht Numatodes Fennah, 1964
- Geslacht Nycheuma Fennah, 1964
- Geslacht Oaristes Fennah, 1964
- Geslacht Oncodelphax Wagner, 1963
- Geslacht Onidodelphax Yang, 1989
- Geslacht Opiconsiva Distant, 1917
- Geslacht Orcaenas Fennah, 1969
- Geslacht Orientoya Chen & Ding, 2001
- Geslacht Palego Fennah, 1978
- Geslacht Paraconon Yang, 1989
- Geslacht Paradelphacodes Wagner, 1963
- Geslacht Paradelphax Vilbaste, 1980
- Geslacht Paraliburnia Jensen-Haarup, 1917
- Geslacht Paramestus Ding, 2006
- Geslacht Paranectopia Ding & Tian, 1981
- Geslacht Parasogata Zhou, Yang & Chen, 2018
- Geslacht Paratoya Ding, 2006
- Geslacht Pareuidella Beamer, 1951
- Geslacht Parkana Beamer, 1950
- Geslacht Partoya Asche, 1988
- Geslacht Pastiroma Dlabola, 1967
- Geslacht Peliades Jacobi, 1928
- Geslacht Penepissonotus Beamer, 1950
- Geslacht Peregrinus Kirkaldy, 1904
- Geslacht Perkinsiella Kirkaldy, 1903
- Geslacht Phacalastor Kirkaldy, 1906
- Geslacht Phrictopyga Caldwell, 1951
- Geslacht Phyllodinus Van Duzee, 1897
- Geslacht Pissonotus Van Duzee, 1894
- Geslacht Plagiotropis Emeljanov, 1993
- Geslacht Platycorpus Ding, 1983
- Geslacht Platypareia Muir, 1934
- Geslacht Platytibia Ding, 2006
- Geslacht Porcellus Emeljanov, 1972
- Geslacht Prasliniana Asche, 1998
- Geslacht Prodelphax Yang, 1989
- Geslacht Prokelisia Osborn, 1905
- Geslacht oscopus Emeljanov, 1982
- Geslacht Pseudaraeopus Kirkaldy, 1904
- Geslacht Pseudodelphacodes Wagner, 1963
- Geslacht Pseudosogata Ding, 2006
- Geslacht Pygospina Caldwell, 1951
- Geslacht Qianlia Ding, 2006
- Geslacht Queenslandicesa Koçak & Kemal, 2010
- Geslacht Ramidelphax Qin & Zhang, 2006
- Geslacht Rectivertex Guo & Liang, 2006
- Geslacht Remanodelphax Drosopoulos, 1982
- Geslacht Rhinodelphax Muir, 1934
- Geslacht Rhinotettix Stål, 1853
- Geslacht Rhombotoya Fennah, 1975
- Geslacht Ribautodelphax Wagner, 1963
- Geslacht Rotundifronta Beamer, 1950
- Geslacht Salinesia Campodonico & Coccia, 2019[2]
  - Salinesia atacamensis Campodonico & Coccia, 2019[2]
- Geslacht Sardia Melichar, 1903
- Geslacht Scolopygos Bartlett, 2002
- Geslacht Scotoeurysa Fennah, 1988
- Geslacht Scottianella Anufriev, 1980
- Geslacht Sembrax Fennah, 1969
- Geslacht Shadelphax Ding, 2006
- Geslacht Shijidelphax Ding, 2006
- Geslacht Sibirodelphax Vilbaste, 1980
- Geslacht Sinolacme Fennah, 1978
- Geslacht Sinoperkinsiella Ding, 1983
- Geslacht Smicrotatodelphax Kirkaldy, 1906
- Geslacht Sogata Distant, 1906
- Geslacht Sogatella Fennah, 1956
- Geslacht Sogatellana Kuoh, 1980
- Geslacht Sparnia Stål, 1862
- Geslacht Spartidelphax Bartlett & Webb, 2014
- Geslacht Spinaprocessus Ding, 2006
- Geslacht Spinidelphacella Asche, 1988
- Geslacht Stiroma Fieber, 1866
- Geslacht Stiromella Wagner, 1963
- Geslacht Stiromeurysa Dlabola, 1965
- Geslacht Stiromoides Vilbaste, 1971
- Geslacht Stobaera Stål, 1859
- Geslacht Stolbax Fennah, 1969
- Geslacht Strophalinx Fennah, 1969
- Geslacht Struebingianella Wagner, 1963
- Geslacht Sulix Fennah, 1965
- Geslacht Syndelphax Fennah, 1963
- Geslacht Synpteron Muir, 1926
- Geslacht Tagosodes Asche & Wilson, 1990
- Geslacht Tarophagus Zimmerman, 1948
- Geslacht Temenites Fennah, 1965
- Geslacht Terthron Fennah, 1965
- Geslacht Terthronella Vilbaste, 1968
- Geslacht Thrasymemnon Fennah, 1965
- Geslacht Thriambus Fennah, 1964
- Geslacht Thymobares Fennah, 1964
- Geslacht Thymodelphax Asche, 1988
- Geslacht Toya Distant, 1906
- Geslacht Toyalana Asche, 1988
- Geslacht Toyoides Matsumura, 1935
- Geslacht Tragediana Campodonico, 2017
- Geslacht Trichodelphax Vilbaste, 1968
- Geslacht Triloris Fennah, 1969
- Geslacht Tsaurus Yang, 1989
- Geslacht Tumidagena McDermott, 1952
- Geslacht Ulanar Fennah, 1975
- Geslacht Unkanodella Vilbaste, 1968
- Geslacht Unkanodes Fennah, 1956
- Geslacht Veo Fennah, 1978
- Geslacht Wuyia Ding, 1991
- Geslacht Xanthodelphax Wagner, 1963
- Geslacht Xinchloriona Ding, 2006
- Geslacht Yalia Ding, 2006
- Geslacht Yangdelphax Bellis & Donaldson, 2016
- Geslacht Yangsinolacme Ding, 2006
- Geslacht Yanunka Ishihara, 1952
- Geslacht Yichunus Ding, 2006
- Geslacht Yukonodelphax Wilson, 1992
- Geslacht Zanchetrius Fennah, 1978
- Geslacht Zhuangella Ding, 2006
- Geslacht Zhudelphax Ding, 2006